# Congorbes
Le Congorbes est une rivière du sud de la France sous-affluent du Tarn et de la Garonne.

## Géographie
De 11,3 km de longueur, il prend sa source sur la commune de Baraqueville, dans l'Aveyron et se jette dans le Viaur en rive droite sur la commune de Centrès.

## Principaux affluents
Le Varayrous n'a pas d'affluents référencés.

## Départements et villes traversées
- Aveyron : Camjac, Quins, Centrès, Camboulazet, Baraqueville.